# Rio Alonso
Der Rio Alonso oder Rio do Peixe ist ein etwa 219 km rechter Nebenfluss des Rio Ivaí im Inneren des brasilianischen Bundesstaats Paraná.

## Etymologie
Alonso ist ein Personenname, der in spanisch- und portugiesischsprachigen Ländern sowohl als Vorname wie auch als Familienname gebräuchlich ist. Das portugiesische Wort Peixe heißt auf Deutsch Fisch.
Auf den meisten Landkarten ist der Fluss als Rio Alonso verzeichnet (Google Maps, Mapa Geolôgico do Estado do Paraná 1953, Geomapas-Karte Paraná Rodoviário e Político 1997). OpenStreetMap bezeichnet ihn dagegen oberhalb der Mündung des Rio Pereira als Rio do Peixe. Das Vocabulário Geográfico do Estado do Paraná (1950) führt den Fluss unter dem Haupteintrag Rio Alonso.

## Geografie

### Lage
Das Einzugsgebiet des Rio Alonso befindet sich auf dem Segundo Planalto Paranaense (Zweite oder Ponta-Grossa-Hochebene von Paraná).

### Verlauf
Sein Quellgebiet liegt im Munizip Reserva auf 904 m Meereshöhe auf der Serra da Prata etwa 12 km westlich des Zentrums von Reserva in der Nähe der PR-239.
Der Fluss verläuft auf den ersten sechs Kilometern in nordwestlicher Richtung, dann mäandert er etwa 60 km nach Norden, bevor er weiterhin mit vielen Flussschleifen bis zu seiner Mündung in Richtung Nordwesten verläuft.
Er fließt auf der Grenze zwischen den Munizipien Cruzmaltina und Grandes Rios von rechts in den Rio Ivaí. Er mündet auf 373 m Höhe. Er ist etwa 219 km lang.

### Munizipien im Einzugsgebiet
Am Rio Alonso liegen sechs Munizipien:
- Quellort: Reserva
- rechts: Ortigueira, Faxinal, Cruzmaltina
- links: Rosário do Ivaí, Grandes Rios

### Zuflüsse
Die wichtigsten der Nebenflüsse sind:

rechts:
- Rio Azul
- Rio Bôca Negra
- Rio Bonito
- Rio Lajeadão
- Arroio Lajeadinho
- Ribeirão Mirim
- Rio Pedra Branca
- Rio Pereira
- Ribeirão Pocinha
- Rio do Rosário
- Ribeirão Salgueiro
- Arroio Salseiro
- Rio São Pedro
- Rio Três Barras
- Ribeirão Uru

links:
- Rio Barra Escondida
- Rio Barra Grande
- Rio Botocudo
- Rio Botocudinho
- Rio da Faca
- Rio Santa Helena